# Асаи (муниципалитет)
Асаи (порт. Assaí) — муниципалитет в Бразилии, входит в штат Парана. Составная часть мезорегиона Север Пиунейру-Паранаэнси. Входит в экономико-статистический микрорегион Асаи. Население составляет 16 098 человек на 2007 год. Занимает площадь 440,346 км². Плотность населения — 37,2 чел./км².

## История
Город основан 1 мая 1932 года.

## Статистика
- Валовой внутренний продукт на 2004 год составляет 179 375 000,00 реалов (данные: Бразильский институт географии и статистики).
- Валовой внутренний продукт на душу населения на 2004 год составляет 10 629 реалов (данные: Бразильский институт географии и статистики).
- Индекс развития человеческого потенциала на 2000 год составляет 0,748 (данные: Программа развития ООН).

## География
Климат местности: субтропический. В соответствии с классификацией Кёппена, климат относится к категории Cfb.